# Presidenti della Provincia di Pistoia
Elenco dei presidenti dell'amministrazione provinciale di Pistoia.

## Repubblica italiana (dal 1946)
| Presidenti eletti dal Consiglio provinciale (1951-1995) | Presidenti eletti dal Consiglio provinciale (1951-1995) | Presidenti eletti dal Consiglio provinciale (1951-1995) | Presidenti eletti dal Consiglio provinciale (1951-1995) | Presidenti eletti dal Consiglio provinciale (1951-1995) | Presidenti eletti dal Consiglio provinciale (1951-1995) | Presidenti eletti dal Consiglio provinciale (1951-1995) | Presidenti eletti dal Consiglio provinciale (1951-1995) | Presidenti eletti dal Consiglio provinciale (1951-1995) |
| Nominativo                                              | Nominativo                                              | Partito                                                 | Partito                                                 | Partito                                                 | Partito                                                 | Mandato                                                 | Mandato                                                 | Elezione                                                |
| Nominativo                                              | Nominativo                                              | Partito                                                 | Partito                                                 | Partito                                                 | Partito                                                 | Inizio                                                  | Fine                                                    | Elezione                                                |
| ------------------------------------------------------- | ------------------------------------------------------- | ------------------------------------------------------- | ------------------------------------------------------- | ------------------------------------------------------- | ------------------------------------------------------- | ------------------------------------------------------- | ------------------------------------------------------- | ------------------------------------------------------- |
|                                                         | Emanuele Romei                                          |                                                         | Partito Comunista Italiano                              | Partito Comunista Italiano                              | Partito Comunista Italiano                              | 1951                                                    | 1956                                                    | Elezioni 1951                                           |
|                                                         | Vincenzo Nardi                                          |                                                         | Partito Socialista Italiano                             | Partito Socialista Italiano                             | Partito Socialista Italiano                             | 1956                                                    | 1960                                                    | Elezioni 1956                                           |
| 1960                                                    | Vincenzo Nardi                                          | 1964                                                    | Partito Socialista Italiano                             | Partito Socialista Italiano                             | Partito Socialista Italiano                             | Elezioni 1960                                           |                                                         |                                                         |
|                                                         | Luigi Nanni                                             |                                                         | Partito Comunista Italiano                              | Partito Comunista Italiano                              | Partito Comunista Italiano                              | Elezioni 1960                                           | 1964                                                    | 1965                                                    |
| 1965                                                    | Luigi Nanni                                             | 1967                                                    | Partito Comunista Italiano                              | Partito Comunista Italiano                              | Partito Comunista Italiano                              | Elezioni 1965                                           |                                                         |                                                         |
|                                                         | Vincenzo Nardi                                          |                                                         | Partito Socialista Italiano                             | Partito Socialista Italiano                             | Partito Socialista Italiano                             | Elezioni 1965                                           | 1967                                                    | 1970                                                    |
| 1970                                                    | Vincenzo Nardi                                          | 1975                                                    | Partito Socialista Italiano                             | Partito Socialista Italiano                             | Partito Socialista Italiano                             | Elezioni 1970                                           |                                                         |                                                         |
|                                                         | Vasco Mati                                              |                                                         | Partito Comunista Italiano                              | Partito Comunista Italiano                              | Partito Comunista Italiano                              | 1975                                                    | 1977                                                    | Elezioni 1975                                           |
|                                                         | Ivo Lucchesi                                            |                                                         | Partito Comunista Italiano                              | Partito Comunista Italiano                              | Partito Comunista Italiano                              | 1977                                                    | 1980                                                    | Elezioni 1975                                           |
| 1980                                                    | Ivo Lucchesi                                            | 1982                                                    | Partito Comunista Italiano                              | Partito Comunista Italiano                              | Partito Comunista Italiano                              | Elezioni 1980                                           |                                                         |                                                         |
|                                                         | Vittorio Soldi                                          |                                                         | Partito Socialista Italiano                             | Partito Socialista Italiano                             | Partito Socialista Italiano                             | Elezioni 1980                                           | 1982                                                    | 1985                                                    |
|                                                         | Riccardo Rastelli                                       |                                                         | Partito Comunista Italiano                              | Partito Comunista Italiano                              | Partito Comunista Italiano                              | 27 giugno 1985                                          | 26 luglio 1990                                          | Elezioni 1985                                           |
|                                                         | Aldo Morelli                                            |                                                         | Partito Democratico della Sinistra                      | Partito Democratico della Sinistra                      | Partito Democratico della Sinistra                      | 26 luglio 1990                                          | maggio 1995                                             | Elezioni 1990                                           |
| Presidenti eletti direttamente dai cittadini (dal 1995) |                                                         |                                                         |                                                         |                                                         |                                                         |                                                         |                                                         |                                                         |
| Nominativo                                              | Nominativo                                              | Partito                                                 | Partito                                                 | Coalizione                                              | Coalizione                                              | Mandato                                                 | Mandato                                                 | Elezione                                                |
| Nominativo                                              | Nominativo                                              | Partito                                                 | Partito                                                 | Coalizione                                              | Coalizione                                              | Inizio                                                  | Fine                                                    | Elezione                                                |
|                                                         | Aldo Morelli                                            |                                                         | Partito Democratico della Sinistra                      |                                                         | PDS-PdD-FdV                                             | maggio 1995                                             | 14 giugno 1999                                          | Elezioni 1995                                           |
|                                                         | Gianfranco Venturi                                      |                                                         | Democratici di Sinistra                                 |                                                         | DS-Dem-PPI-PdCI                                         | 14 giugno 1999                                          | 2004                                                    | Elezioni 1999                                           |
|                                                         | Gianfranco Venturi                                      | DS-DL-PdCI                                              | Democratici di Sinistra                                 | 2004                                                    | 8 giugno 2009                                           | Elezioni 2004                                           |                                                         |                                                         |
|                                                         | Federica Fratoni                                        |                                                         | Partito Democratico                                     |                                                         | PD-PRC-IdV                                              | 8 giugno 2009                                           | 2014                                                    | Elezioni 2009                                           |
|                                                         | Federica Fratoni                                        | PD-SEL                                                  | Partito Democratico                                     | 2014                                                    | 20 aprile 2015                                          | Elezioni 2014                                           |                                                         |                                                         |
| Presidenti eletti dai consigli comunali (dal 2014)      |                                                         |                                                         |                                                         |                                                         |                                                         |                                                         |                                                         |                                                         |
| Nominativo                                              | Nominativo                                              | Partito                                                 | Partito                                                 | Partito                                                 | Partito                                                 | Mandato                                                 | Mandato                                                 | Elezione                                                |
| Nominativo                                              | Nominativo                                              | Partito                                                 | Partito                                                 | Partito                                                 | Partito                                                 | Inizio                                                  | Fine                                                    | Elezione                                                |
|                                                         | Rinaldo Vanni                                           |                                                         | Partito Democratico                                     | Partito Democratico                                     | Partito Democratico                                     | 20 luglio 2015                                          | 26 febbraio 2019                                        | -                                                       |
|                                                         | Luca Marmo                                              |                                                         | Partito Democratico                                     | Partito Democratico                                     | Partito Democratico                                     | 8 aprile 2019                                           | in carica                                               | -                                                       |